# Crouy-en-Thelle
Crouy-en-Thelle – miejscowość i gmina we Francji, w regionie Hauts-de-France, w departamencie Oise.
Według danych na rok 1990 gminę zamieszkiwało 869 osób, a gęstość zaludnienia wynosiła 148 osób/km² (wśród 2293 gmin Pikardii Crouy-en-Thelle plasuje się na 331. miejscu pod względem liczby ludności, natomiast pod względem powierzchni na miejscu 796.).